# Mitsubishi Eupheme

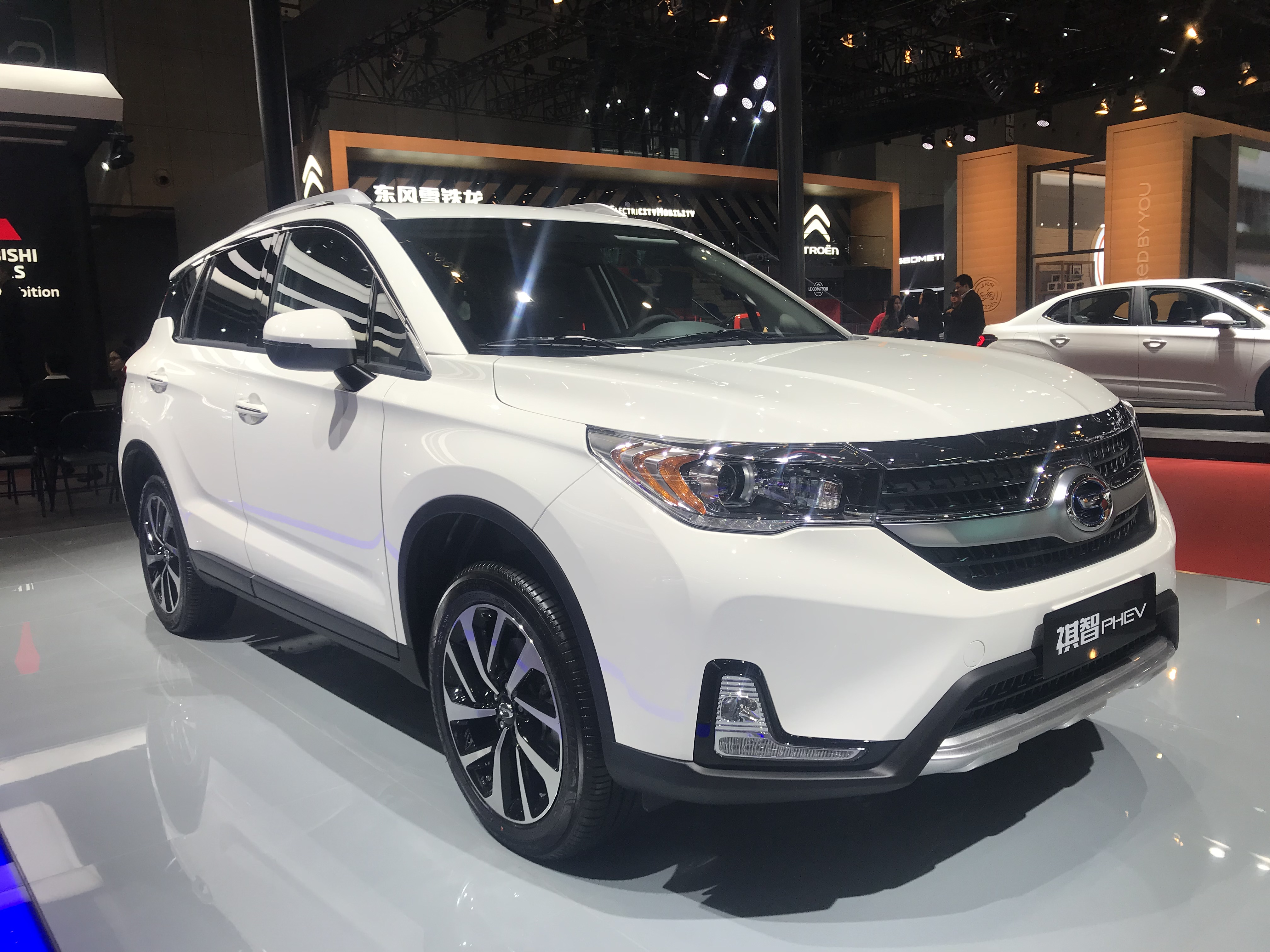
Mitsubishi Eupheme PHEV

Der Mitsubishi Eupheme ist ein Kompakt-SUV des japanischen Automobilherstellers Mitsubishi Motors. Es wurde ausschließlich in China als Plug-in-Hybrid-Fahrzeug auf Basis des GAC Trumpchi GS 4 PHEV oder als Elektroauto auf Basis des GAC Trumpchi GE 3 von GAC Motor gebaut. Toyota bot außerdem ab November 2018 mit dem ix4 ein Elektroauto auf Basis des Trumpchi GS 4 an.

## Geschichte
Die Plug-in-Hybrid-Version wurde in China im Dezember 2017 eingeführt. Die kürzere, batterieelektrische Version folgte im Oktober 2018. Gebaut wurde der Eupheme in Changsha.

## Technische Daten
| Kenngrößen                                  | 1.5 PHEV                    | 1.5 PHEV                    | EV 530                            |
| Bauzeitraum                                 | 12/2017–08/2018             | 08/2018–06/2019             | 10/2018–06/2019                   |
| Motorkenndaten                              |                             |                             |                                   |
| Motortyp                                    | R4-Ottomotor + Elektromotor | R4-Ottomotor + Elektromotor | Permanenterregte Synchronmaschine |
| Hubraum                                     | 1495 cm³                    | 1495 cm³                    | —                                 |
| max. Leistung Verbrennungsmotor             | 71 kW (97 PS) bei 5500/min  | 71 kW (97 PS) bei 5500/min  | —                                 |
| max. Leistung Elektromotor                  | 130 kW (177 PS)             | 130 kW (177 PS)             | 132 kW (179 PS) bei 12000/min     |
| max. Drehmoment Verbrennungsmotor           | 120 Nm bei 1200–5000/min    | 120 Nm bei 2500–5000/min    | —                                 |
| max. Drehmoment Elektromotor                | 300 Nm                      | 300 Nm                      | 290 Nm                            |
| Kraftübertragung                            |                             |                             |                                   |
| Antrieb, serienmäßig                        | Vorderradantrieb            | Vorderradantrieb            | Vorderradantrieb                  |
| Getriebe, serienmäßig                       |                             |                             | Eingang-Reduktionsgetriebe        |
| Messwerte                                   |                             |                             |                                   |
| Höchstgeschwindigkeit                       | 180 km/h                    | 180 km/h                    | 156 km/h                          |
| Beschleunigung, 0–100 km/h                  | 10,9 s                      | 10,4 s                      |                                   |
| Länge × Breite × Höhe                       | 4510 mm × 1852 mm × 1708 mm | 4510 mm × 1852 mm × 1708 mm | 4331 mm × 1825 mm × 1640 mm       |
| Radstand                                    | 2650 mm                     | 2650 mm                     | 2560 mm                           |
| Leergewicht                                 | 1760 kg                     | 1760 kg                     | 1648 kg                           |
| Kraftstoffverbrauch auf 100 km (kombiniert) | 1,8 l Super                 | 1,6 l Super                 | —                                 |
| Tankinhalt                                  | 37 l                        | 37 l                        | —                                 |
| Batterie (Lithium-Ionen-Polymer)            | 11,6 kWh                    | 13 kWh                      | 54,8 kWh                          |
| elektrische Reichweite                      | 58 km                       | 60 km                       | 410 km                            |